# Saint-André-de-Boëge
Saint-André-de-Boëge là một xã trong tỉnh Haute-Savoie thuộc vùng Auvergne-Rhône-Alpes đông nam Pháp.